# Giulio Cesare Vinci Gigliucci (Diplomat, 1858)
Giulio Cesare Vinci Gigliucci (* 25. November 1858 in Fermo; † 15. Februar 1934 ebenda) war ein italienischer Diplomat. Er war der Sohn von Blanca Porzi und Raffaele Vinci Gigliucci. Am 16. Mai 1907 heiratete er in Fermo Ida Curi.

## Leben
Am 11. Juli 1881 schloss er sein Studium der Rechtswissenschaft an der Universität La Sapienza ab und trat am 31. Juli 1883 in den auswärtigen Dienst.
Am 17. August 1883 wurde er zum Attaché in Kopenhagen ernannt.
Am 28. Oktober 1883 wurde er nach Den Haag und am 1. März 1884 wird nach Kopenhagen verlegt.
Zum 21. Dezember 1885 wurde er nach Berlin verlegt.
Am 14. November 1888 wurde er in das Außenministerium verlege, wo er am 3. Juni 1890 zum Gesandtschaftssekretär zweiter Klasse ernannt wurde.
Zum 10. März 1891 wurde er der Gesandtschaft in Bern und am 11. Januar 1895 der Gesandtschaft in Washington, D.C. zugewiesen.
Am 1. März 1896 wurde er nach Rio de Janeiro verlegt.
Am 16. April 1896 wurde seinen Ernennung nach Washington. D. C. Durch den Senat bestätigt.
Mit Wirkung zum 18. November 1896 wurde er zum Gesandtschaftssekretär erster Klasse ernannt. Am 7. März 1897 wurde er zum Delegierten beim Weltpostkongress 1897 in Washington, D.C. ernannt.
Am 29. März 1900 wurde er in das Außenministerium gerufen.
Am 19. April 1901 wurde er nach London gewiesen, wo er am 31. August 1901 zum Gesandtschaftsrat und am 13. April 1902 zum außerordentlichen Gesandten und Ministre plénipotentiaire ernannt wurde.
Am 30. Juni 1904 wurde er außerordentlichen Gesandten und zum Ministre plénipotentiaire in Tokio ernannt, wo er am 5. Oktober 1906 akkreditiert. Er wurde am 5. August 1907 zum  außerordentlicher Gesandten Ministre plénipotentiaire dritter Klasse und am 3. September 1911 zum Ministre plénipotentiaire zweiter Klasse. Am 2. Februar 1913 wurde er zum Ministre plénipotentiaire erster Klasse ernannt wurde und am 29. Januar 1914 in den einstweiligen Ruhestand versetzt.
Am 2. Dezember 1915 wurde er in das Außenministerium einberufen und am 1. Februar 1918 im Rang eines Botschafters zweiter Klasse in den Ruhestand versetzt.

## Auszeichnungen
Am 25. Mai 1882 wurde er mit der Medaglia d'argento al Valor civile (Silbermedaille für zivile Tapferkeit) ausgezeichnet.
Am 1. Januar 1918 wurde er zum Senatore del Regno (Senator) ernannt.
Mit Wirkung zum 28. November 1926 wurde er in den Vorstand des consiglio del contenzioso diplomatico (diplomatischen Schlichtungsgremium) berufen.